# アティカメク
アティカメクはアメリカ州の先住民族でケベック州のサンモーリス谷に住む。アティカメクという名前は直訳すると「白い魚」で、AtikamekwあるいはAttikamekw、Attikamek、AttimewkないしAtikamekと綴る。現在の彼らの人口は約4500人を数える。農耕、漁業、採集の文化を持つ。
アティカメク語はクリー語と密接な関わりを持っており、現在でも日常語として使われているが、彼らの居住空間は森林伐採業者による進出が進んでおり、古来の生活様式は失われつつある。彼らはイヌイットに対抗するために同盟を結んでいたインヌの人々と密接なつながりを持っているが、両者の言語、文化は全く別個のものである。